# Puppy Chow

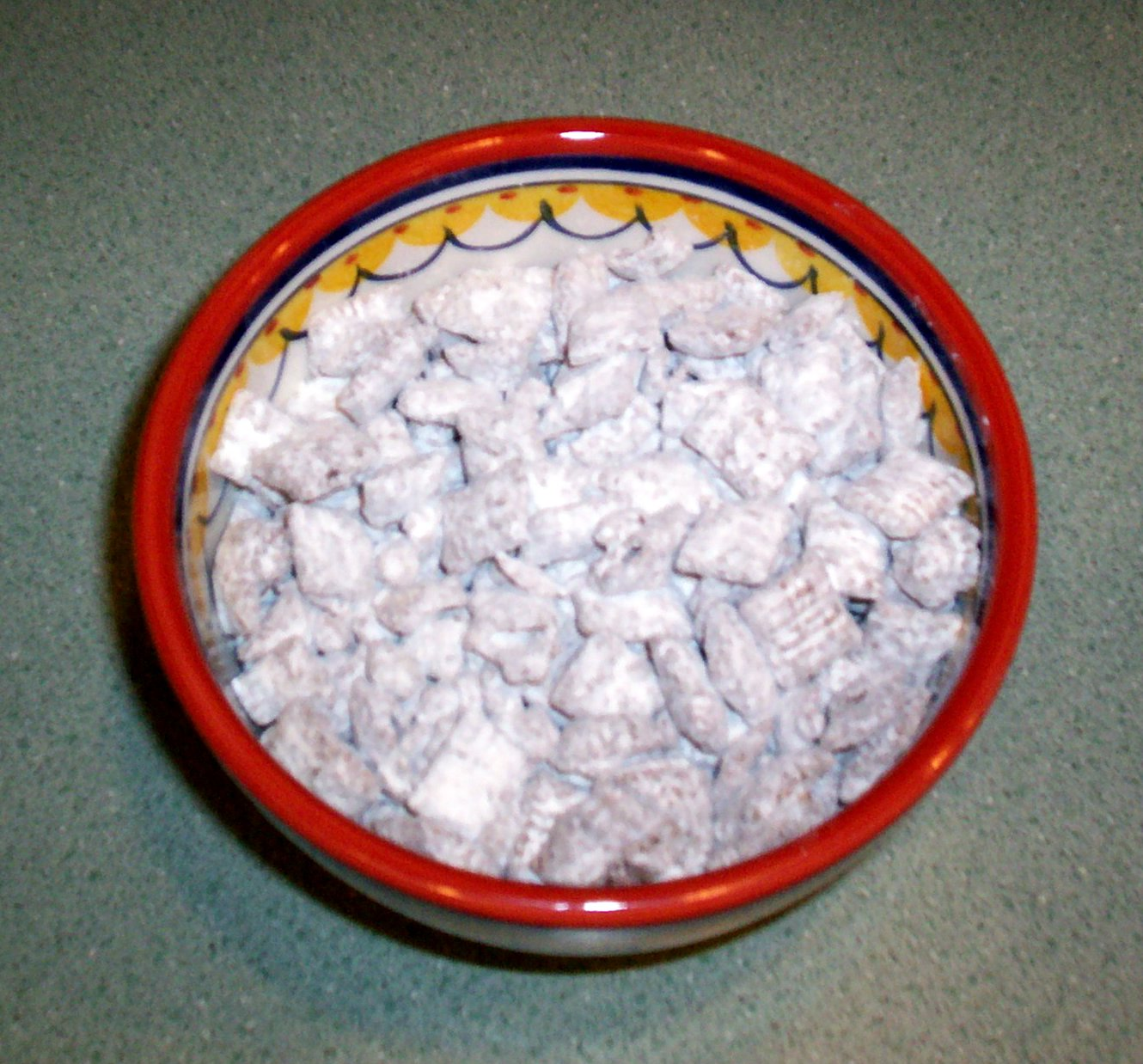
Puppy chow

Puppy chow (wörtlich „Hundefutter“), auch bekannt als Monkey Munch, Muddy Buddies, Muddy Munch oder Reindeer Chow, ist ein süßer Schokoladen-Erdnussbutter-Snack in den Vereinigten Staaten. Der Name und die Zutaten des Rezepts können je nach Version unterschiedlich sein, die meisten Rezepte beinhalten Frühstücksflocken, geschmolzene Schokolade, Erdnussbutter und Puderzucker. Der Ursprung des Snacks ist nicht bekannt.
Der Name des Snacks basiert auf seinem Aussehen und seiner Konsistenz, die der von Hundefutter ähneln kann. Der Snack wird bei besonderen Veranstaltungen oder Feiertagen hergestellt und ist ein beliebter Snack bei Kindern. Der amerikanische Lebensmittelhersteller General Mills hat seit 2010 eine Variante unter dem Namen Muddy Buddies im Angebot.